# Jeanne Arnould-Plessy
Pour les articles homonymes, voir Arnould.
Jeanne-Sylvanie-Sophie Arnould-Plessy dite Mademoiselle Plessy, née à Metz le 7 septembre 1819 et morte à Salives le 30 mai 1897, est une actrice française du XIXe siècle de grande renommée.

## Biographie
Fille de Philippe Plessy, artiste dramatique, elle entra au Conservatoire en 1829 et devint l'élève de Joseph Samson. Elle fit ses débuts à la Comédie-Française en 1834, dans le rôle d'Emma de La Fille d'honneur d'Alexandre Duval. Elle y remporta un immense succès et Mademoiselle Mars, qui était à la fin de sa carrière, en prit ombrage.

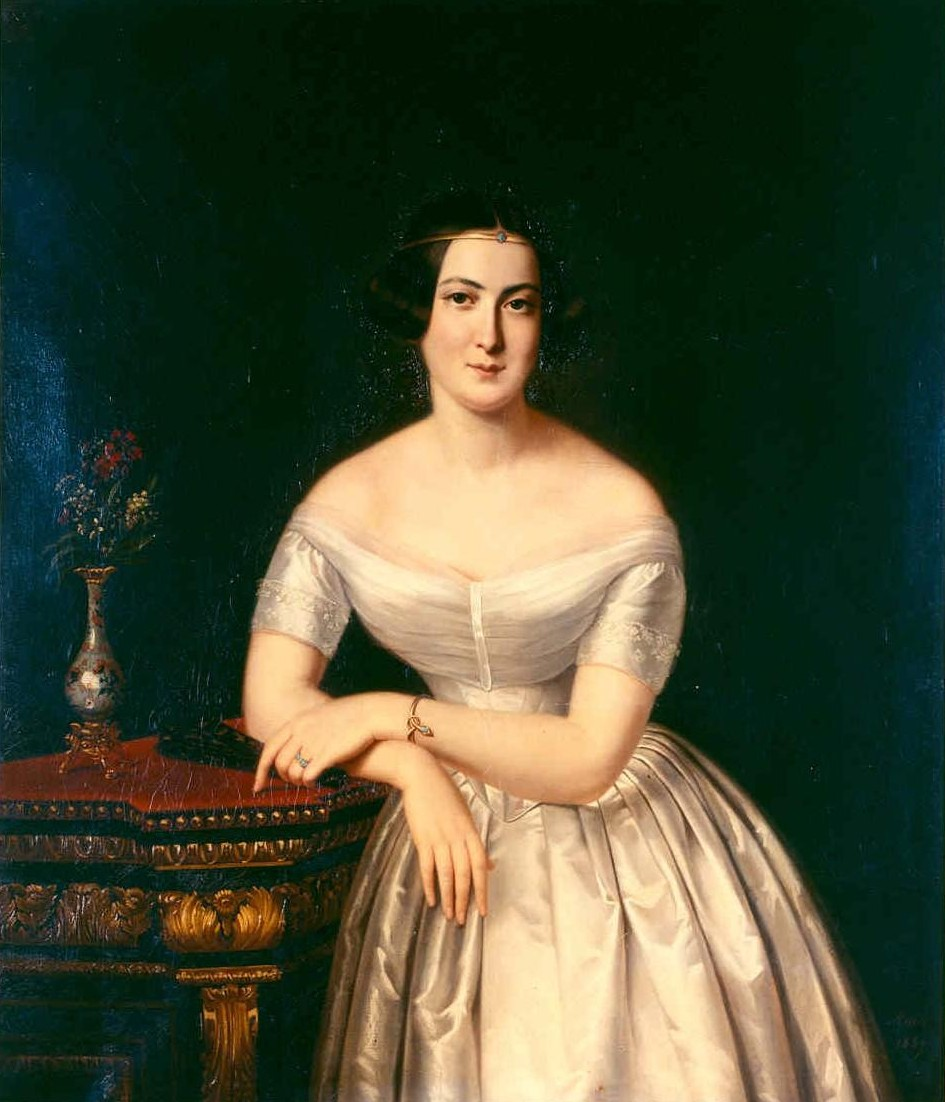
Clarisse Amic, Mlle Arnould-Plessy, 1839, (Paris, bibliothèque-musée de la Comédie-Française)

Jusqu'en 1845, la carrière de Mademoiselle Plessy s'envola à la Comédie-Française. Les journaux et les gazettes rapportaient ses triomphes. Elle était très amie avec George Sand. C'est alors qu'elle quitte Paris pour Londres, afin d'épouser un acteur beaucoup plus âgé qu'elle, Auguste Arnould (1803-1854). Le Théâtre-Français lui fit un procès pour rupture de contrat qu'il remporta.
Elle décide de partir pour Saint-Pétersbourg, au fameux Théâtre-Français (ou théâtre Michel), où elle jouera pendant plus de neuf ans. Ce théâtre était le point de rencontre de l'intelligentsia russe et de l'aristocratie pétersbourgeoise, à l'époque francophone. Son talent dans les emplois de grande coquette fut particulièrement apprécié de l'empereur Nicolas Ier qui avait placé en permanence une statuette de l'actrice dans la loge impériale, en témoignage d'admiration.
Elle retourna à Paris en 1855 et fut réintégrée à la Comédie-Française, en tant que pensionnaire, d'abord pour huit ans. Elle fut alors à l'apogée de sa carrière, triomphant dans les pièces d'Émile Augier ou d'autres dramaturges célèbres du Second Empire.
Elle prit sa retraite en 1876  et passa ses vingt dernières années dans son château de l'Abbaye du Quartier, par Courtrivron. Elle y  mourut le 30 mai 1897. Elle fut enterrée dans le cimetière de la commune de Salives (Côte-d'Or).

## Théâtre

### Carrière à laComédie-Française
Entrée en 1834
Nommée 256e sociétaire
(source : Base documentaire La Grange sur le site de la Comédie-Française)
- 1834 : La Fille d'honneur d'Alexandre Duval : Emma
- 1834 : La Passion secrète d'Eugène Scribe : Coelie
- 1834 : Iphigénie de Jean Racine : Iphigénie
- 1834 : Mademoiselle de Montmorency de Joseph-Bernard Rosier : Charlotte de Montmorency
- 1834 : La Mère coupable de Beaumarchais : Florestine
- 1834 : L'Ambitieux d'Eugène Scribe : Marguerite
- 1834 : Le Mariage de Figaro de Beaumarchais : Fanchette
- 1835 : Le Voyage à Dieppe d'Alexis-Jacques-Marie Vafflard et Fulgence de Bury : Isaure
- 1835 : Une présentation d'Alphonse-François Dercy de François et Narcisse Fournier : Blanche
- 1835 : Les Plaideurs de Jean Racine : Isabelle
- 1835 : Le Misanthrope de Molière : Eliante
- 1835 : Lavater de Claude Rochefort et Mathurin-Joseph Brisset : Liesly
- 1835 : Tartuffe de Molière : Mariane
- 1835 : Un mariage raisonnable de Virginie Ancelot : Lady Nelmoor
- 1836 : Le Testament d'Alexandre Duval : Malvina
- 1836 : Une famille au temps de Luther de Casimir Delavigne : Elci
- 1836 : Le Barbier de Séville de Beaumarchais : Rosine
- 1836 : Le Boudoir de Louis Lurine et Félix Solar : la marquise
- 1837 : La Camaraderie ou la Courte échelle d'Eugène Scribe : Agathe
- 1837 : Le Bouquet de bal de Charles-Louis-François Dunoyer : Clara
- 1837 : Charles VII chez ses grands vassaux d'Alexandre Dumas : Agnès Sorel
- 1837 : Julie ou une séparation d'Adolphe Simonis Empis : Élise
- 1837 : La Marquise de Senneterre de Mélesville et Charles Duveyrier : Henriette de Senneterre
- 1837 : Les Indépendants d'Eugène Scribe : Émilie
- 1838 : Isabelle ou Deux jours d'expérience de Virginie Ancelot : Isabelle
- 1838 : L'Attente de Marie Senan : Clary
- 1838 : L'Impromptu de Versailles de Molière : Mlle De Brie
- 1838 : Faute de s'entendre de Charles Duveyrier : Louise
- 1838 : Un jeune ménage d'Adolphe Simonis Empis : Marie
- 1839 : Le Comité de bienfaisance d'Augustin-Jules de Wailly et Charles Duveyrier : Mme Renaud
- 1839 : Les Serments de Jean-Pons-Guillaume Viennet : la baronne
- 1839 : La Course au clocher de Félix Arvers : Mme de Chauny
- 1840 : L'École du monde ou la Coquette sans le savoir d'Alexandre Walewski : la duchesse
- 1840 : La Calomnie d'Eugène Scribe : Cécile
- 1840 : Le Mariage de Figaro de Beaumarchais : Suzanne
- 1840 : Le Verre d'eau ou les Effets et les causes d'Eugène Scribe : la reine Anne
- 1841 : Un mariage sous Louis XV d'Alexandre Dumas : la comtesse de Candale
- 1841 : Une chaîne d'Eugène Scribe : Louise
- 1842 : Le Misanthrope de Molière : Célimène
- 1842 : Le Portrait vivant de Mélesville et Léon Laya : la duchesse de Berry
- 1842 : Le Fils de Cromwell d'Eugène Scribe : Lady Régine
- 1843 : Les Demoiselles de Saint-Cyr d'Alexandre Dumas : Charlotte
- 1843 : Ève de Léon Gozlan : Ève
- 1843 : La Tutrice ou l'Emploi des richesses d'Eugène Scribe et Nicolas-Paul Duport : Amalie
- 1843 : Tartuffe de Molière : Elmire
- 1844 : L'Héritière d'Adolphe Simonis Empis : Catherine
- 1845 : Guerrero ou la Trahison d'Ernest Legouvé : Isabelle
- 1845 : Une bonne réputation d'Auguste Arnould : Henriette
- 1855 : La Joconde de Paul Foucher et Regnier : Mme de Guitré
- 1856 : Comme il vous plaira de George Sand d'après William Shakespeare : Célia
- 1856 : Le Berceau de Jules Barbier : Valentine
- 1857 : Chatterton d'Alfred de Vigny : Kitty Bell
- 1858 : Le Retour du mari de Mario Uchard : Jane de Méran
- 1862 : Le Fils de Giboyer d'Émile Augier : la baronne Pfeffers
- 1865 : Henriette Maréchal d'Edmond et Jules de Goncourt : Mme Maréchal
- 1871 : Adrienne Lecouvreur d'Eugène Scribe et Ernest Legouvé : la princesse
- 1872 : Britannicus de Jean Racine : Agrippine
- 1875 : La Grand'maman d'Édouard Cadol : la marquise
- 1875 : Petite pluie d'Édouard Pailleron : la baronne
- (date à préciser) : Le Jeu de l'amour et du hasard de Marivaux : Sylvia